# Dennis Stratton
Dennis William Stratton (London, 1954. november 9.) angol gitáros, aki az Iron Maiden tagjaként vált ismertté az 1980-as évek elején, és játéka az együttes bemutatkozó albumán hallható. Az 1990-es években a szintén a brit heavy metal új hullámával feltűnt Praying Mantis gitárosaként szerepelt, és emellett több albumot is készített Paul Di'Anno (ex-Iron Maiden) énekessel Iron Men néven. A Praying Mantis időktől kezdve a Caparison Guitars hangszereit használja.

## Diszkográfia

### Remus Down Boulevard
- Live – A Week at the Bridge E16 (1978) – kiadói válogatás két RDB-dallal
- Live at the Bridge E16 (EP, 2002) – kiadói válogatás két RDB-dallal
- The Bridge House – Book Launch & Reunion (DVD, 2007) – RDB & Chris Thompson koncertfelvétel

### Iron Maiden
- Iron Maiden (1980)
- Women in Uniform (1980) – kislemez
- Live!! +one (1980) – koncert EP

### Lionheart
- Hot Tonight (1984)

### Praying Mantis
- Live at Last (1990) – koncertalbum
- Predator in Disguise (1991)
- A Cry for the New World (1993)
- Only the Children Cry (EP, 1993)
- Play in the East (1994) – koncertalbum
- To the Power of Ten (1995)
- Captured Alive in Tokyo City (1996) – koncertalbum
- Forever in Time (1998)
- Nowhere to Hide (2000)
- The Journey Goes On (2003)
- The Best of Praying Mantis (2004) – válogatás

### Iron Men
- The Original Iron Men (1995)
- The Original Iron Men 2 (1996)
- As Hard As Iron (1996)

### Vendégszereplések
- Kaizoku (1989)
- All Stars (1990)
- Lea Hart – Trapped (1990)
- English Steel – Start 'em Young (1992)
- True Brits – Ready to rumble (1992)